# Derek Bentley
Pour les articles homonymes, voir Bentley.
Derek William Bentley (° 30 juin 1933 - † 28 janvier 1953) était un jeune homme britannique, qui a été pendu à l'âge de 19 ans à la prison de Wandsworth par le bourreau Albert Pierrepoint, pour le meurtre d'un policier, que son complice avait commis à la suite d'un jugement extrêmement partial du juge Lord Chief Justice Rayner Goddard. Le cas préoccupa la justice britannique pendant plus de 45 ans et, avec l'affaire Timothy Evans, est considérée comme l'une des plus grandes erreurs judiciaires de l'histoire britannique moderne. 
Après la victoire du Parti travailliste de Tony Blair aux élections parlementaires, le gouvernement accorde en 1998 une grâce posthume à Derek Bentley. 

## Biographie

### Jeunesse
Bentley grandit dans des conditions déplorables dans l'est de Londres. Lors d'une attaque des Allemands avec un V1 pendant la Seconde Guerre mondiale, il est recouvert par les débris d'une maison qui s'est effondrée à la suite de l'explosion. Il devient ensuite épileptique et est très retardé dans son développement personnel. Ses capacités mentales correspondaient à celles d'un enfant de 11 ans, il était analphabète et avait un QI de 66.

### Le cambriolage
Le 2 novembre 1952, Derek Bentley cambriole avec le jeune criminel Christopher Craig, âgé de 16 ans, le grand magasin Barlow & Parker dans le borough londonien de Croydon. Alors que Bentley n'est qu'armé d'un couteau et d'un coup-de-poing américain, son complice porte un revolver sur lui. Les cambrioleurs sont pris en flagrant délit et la police est alertée.
Lorsque ces derniers arrivent, Bentley et Craig se cachent sur le toit de la maison. Un officier nommé Frederick Fairfax monte sur le toit et saisit Derek Bentley. Ce dernier arrive néanmoins à se libérer des mains du policier et crie, d'après les témoignages de plusieurs de ses collègues, à son complice : « Let him have it, Chris ! » (ambigu : « Tire sur lui, Chris ! » ou « Donne le lui, Chris ! »). Craig interprète de la première manière, ouvre le feu et blesse Fairfax à l'épaule. Le policier arrive tout de même à recapturer Bentley qui l'informe que Craig porte un Colt 45 et une quantité indéfinie de munitions. 
Après une demande de renforts, plusieurs policiers escaladent la maison. Le premier d'entre eux est le constable (policier) Sidney Miles. Craig lui tire une balle dans la tête lorsqu'il essaye de traverser le toit. A court de munitions, Craig saute d'une hauteur de dix mètres du toit de la maison et subit plusieurs fractures. Il est ensuite arrêté.

### Le procès
Craig et Bentley sont jugés ensemble six semaines après les faits, et un séjour à l'hôpital pour Craig. Le jury n'est pas informé que Bentley souffre de problèmes mentaux. Ils sont tous les deux reconnus coupable de meurtre, mais le jury recommande que Bentley soit gracié. Bentley étant pénalement majeur, la condamnation à mort selon la loi anglaise de l'époque est obligatoire. Craig n'ayant en revanche que 16 ans, il est condamné à une peine de prison à durée illimitée et sera libéré au bout de 10 ans, il n'a plus récidivé ensuite.

### La fin
L'appel de Bentley contre sa condamnation est rejeté, le recours en grâce devant le ministre de l'intérieur David Maxwell Fyfe également. Il est exécuté par pendaison 3 mois après le crime.